# Иштан
Иштан — село в Кривошеинском районе Томской области России. Административный центр Иштанского сельского поселения.

## История
В 1926 году село состояло из 101 хозяйства, основное население — русские. В административном отношении являлось центром Иштанского сельсовета Кривошеинского района Томского округа Сибирского края.

## Население
| 1926 | 2002 | 2010 | 2012 | 2013 | 2014 | 2015 |
| ---- | ---- | ---- | ---- | ---- | ---- | ---- |
| 524  | ↘519 | ↘398 | ↘381 | ↘367 | ↘349 | ↘344 |
| 2021 |      |      |      |      |      |      |
| ↗352 |      |      |      |      |      |      |

## Улицы
| - ул. 50 лет ВЛКСМ, - ул. Колхозная, - ул. Лесная, | - ул. Молодёжная, - ул. Новая, - ул. Школьная. |